# Lista de deputados estaduais do Ceará da 15.ª legislatura
Essa é uma lista de deputados estaduais do Ceará eleitos para o período 1967-1971. Foram eleitos 65 deputados.

## Composição das bancadas
| Partido | Líder                          | Bancada | Posição  |
| ------- | ------------------------------ | ------- | -------- |
| ARENA   | Themístocles de Castro e Silva | 49 / 65 | Governo  |
| MDB     | Epitácio Lucena                | 16 / 65 | Oposição |

## Deputados estaduais
| Número | Deputados estaduais eleitos        | Partido | Votação | Percentual | Cidade onde nasceu      | Unidade federativa |
| 11487  | Acilon Gonçalves Pinto             | ARENA   | 5.501   |            | Aurora                  | Ceará              |
| 11511  | Adelino de Alcântara               | ARENA   | 5.668   |            | São Gonçalo do Amarante | Ceará              |
| 11176  | Alceu Vieira Coutinho              | ARENA   | 4.953   |            | Independência           | Ceará              |
| 15840  | Aldenor Nunes Freire               | MDB     | 5.811   |            | Belém                   | Pará               |
| 11525  | Almir Santos Pinto                 | ARENA   | 4.981   |            | Lavras da Mangabeira    | Ceará              |
| 15268  | Anastácio Eudásio Barroso          | MDB     | 6.765   |            | Itapipoca               | Ceará              |
| 11835  | Antônio Barros dos Santos          | ARENA   | 7.577   |            | Baturité                | Ceará              |
| 15778  | Antônio Eufrasino Neto             | MDB     | 5.578   |            | Poranga                 | Ceará              |
| 11277  | Antônio Fernando de Melo           | ARENA   | 5.032   |            | Ibiapina                | Ceará              |
| 11592  | Aquiles Peres Mota                 | ARENA   | 8.208   |            | Ipueiras                | Ceará              |
| 11820  | Carlos Alberto Arruda              | ARENA   | 5.439   |            | Sobral                  | Ceará              |
| 15497  | Mauro Benevides                    | MDB     | 9.858   |            | Fortaleza               | Ceará              |
| 11217  | Cincinato Furtado Leite            | ARENA   | 5.823   |            | Santana do Cariri       | Ceará              |
| 11852  | Derval Peixoto                     | ARENA   | 6.513   |            | Exu                     | Pernambuco         |
| 15915  | Dorian Sampaio                     | MDB     | 7.862   |            | Rio de Janeiro          | Rio de Janeiro     |
| 11713  | Edson da Mota Corrêa               | ARENA   | 6.487   |            | Caucaia                 | Ceará              |
| 11381  | Édson Olegário de Santana          | ARENA   | 6.886   |            | Missão Velha            | Ceará              |
| 15226  | Epitácio Batista de Lucena         | MDB     | 4.574   |            | Iguatu                  | Ceará              |
| 11466  | Ernani Viana                       | ARENA   | 5.421   |            | Caucaia                 | Ceará              |
| 11993  | Ésio Pinheiro                      | ARENA   | 5.101   |            | Jaguaribe               | Ceará              |
| 11467  | Francisco Armando Aguiar           | ARENA   | 4.392   |            | Massapê                 | Ceará              |
| 15585  | Francisco Castelo de Castro        | MDB     | 6.239   |            | Mombaça                 | Ceará              |
| 15841  | Chagas Vasconcelos                 | MDB     | 4.858   |            | Santana do Acaraú       | Ceará              |
| 15985  | Francisco Deusimar Lins Cavalcante | MDB     | 4.228   |            | Pedra Branca            | Ceará              |
| 11889  | Francisco Neves Osterne            | ARENA   | 4.590   |            | Marco                   | Ceará              |
| 11708  | Francisco Racine Távora            | ARENA   | 4.727   |            | Iguatu                  | Ceará              |
| 15316  | Francisco Vilmar Pontes            | MDB     | 4.306   |            | Massapê                 | Ceará              |
| 11173  | Franklin Chaves                    | ARENA   | 7.384   |            | Fortaleza               | Ceará              |
| 11131  | Gervásio de Queiroz Marinho        | ARENA   | 4.383   |            | Boa Viagem              | Ceará              |
| 11436  | Gonçalo Claudino Sales             | ARENA   | 7.872   |            | Novo Oriente            | Ceará              |
| 11457  | Guilherme Teles Gouveia            | ARENA   | 6.307   |            | Granja                  | Ceará              |
| 15200  | Irapuan Dinajá Cavalcante Pinheiro | MDB     | 5.878   |            | Solonópole              | Ceará              |
| 11255  | Januário Alves Feitosa             | ARENA   | 4.838   |            | Cajazeiras              | Paraíba            |
| 11836  | Jeová Costa Lima                   | ARENA   | 4.683   |            | Itaiçaba                | Ceará              |
| 11675  | João Batista de Aguiar             | ARENA   | 5.350   |            | Massapê                 | Ceará              |
| 11822  | João Frederico Ferreira Gomes      | ARENA   | 5.454   |            | Sobral                  | Ceará              |
| 11828  | João Viana de Araújo               | ARENA   | 5.564   |            | Cedro                   | Ceará              |
| 11491  | Joaquim Barreto Lima               | ARENA   | 7.172   |            | Solonópole              | Ceará              |
| 11678  | Joel Marques                       | ARENA   | 5.415   |            | Tauá                    | Ceará              |
| 11430  | Adauto Bezerra                     | ARENA   | 13.483  |            | Juazeiro do Norte       | Ceará              |
| 11429  | José Batista de Oliveira           | ARENA   | 6.630   |            | Pacatuba                | Ceará              |
| 11826  | José Correia Pinto                 | ARENA   | 5.147   |            | Fortaleza               | Ceará              |
| 15896  | José de Figueiredo Correia         | MDB     | 5.312   |            | Várzea Alegre           | Ceará              |
| 11276  | José Firmo de Aguiar               | ARENA   | 5.408   |            | Massapê                 | Ceará              |
| 11521  | José Haroldo Magalhães Martins     | ARENA   | 5.509   |            | Santa Quitéria          | Ceará              |
| 11349  | José Kleber Callou                 | ARENA   | 5.224   |            | Crato                   | Ceará              |
| 11151  | José Marcelo de Holanda            | ARENA   | 5.203   |            | Pacoti                  | Ceará              |
| 11143  | José Mário Mota Barbosa            | ARENA   | 5.845   |            | Maranguape              | Ceará              |
| 11986  | José Martins Timbó                 | ARENA   | 5.228   |            | Hidrolândia             | Ceará              |
| 11673  | José Simões dos Santos             | ARENA   | 4.902   |            | Russas                  | Ceará              |
| 15900  | José Wilson Machado Borges         | MDB     | 5.605   |            | Caririaçu               | Ceará              |
| 11739  | Júlio Gonçalves Rêgo               | ARENA   | 8.423   |            | Tauá                    | Ceará              |
| 15260  | Luciano Campos Magalhães           | MDB     | 7.124   |            | João Pessoa             | Paraíba            |
| 11510  | Manuel de Castro Filho             | ARENA   | 9.360   |            | Morada Nova             | Ceará              |
| 15400  | Mosslair Cordeiro Leite            | MDB     | 4.551   |            | Maranguape              | Ceará              |
| 11717  | Murilo Rocha Aguiar                | ARENA   | 7.927   |            | Camocim                 | Ceará              |
| 15639  | Nodge Nogueira Diógenes            | MDB     | 4.665   |            | Jaguaribe               | Ceará              |
| 11722  | Obi Viana Diniz                    | ARENA   | 4.445   |            | Cedro                   | Ceará              |
| 11477  | Paulo Feijó de Sá e Benevides      | ARENA   | 4.717   |            | Mombaça                 | Ceará              |
| 11594  | Raimundo Ferreira Ximenes Neto     | ARENA   | 6.094   |            | Fortaleza               | Ceará              |
| 11473  | Raimundo Gomes da Silva            | ARENA   | 7.627   |            | Uruburetama             | Ceará              |
| 11442  | Raimundo Vieira Filho              | ARENA   | 4.567   |            | Itapajé                 | Ceará              |
| 11356  | Sebastião Brasilino de Freitas     | ARENA   | 5.099   |            | Quixadá                 | Ceará              |
| 11814  | Stênio Dantas de Araújo            | ARENA   | 5.829   |            | Missão Velha            | Ceará              |
| 11974  | Themístocles de Castro e Silva     | ARENA   | 4.530   |            | Canindé                 | Ceará              |